# 黒葛原未有
黒葛原 未有（つづらはら みゆう、1994年10月30日 - ）は、日本の元声優、元子役。かつて劇団ひまわりに所属していた。

## 出演作品
太字はメインキャラクター。

### テレビアニメ
- 愛してるぜベイベ★★（坂下ゆずゆ）
- 蟲師（兎澤綺（幼少期）、狩房淡幽（幼少時代））

### OVA
- ファイナルファンタジーVII アドベントチルドレン（マリン・ウォーレス）

### 劇場版アニメ
- カラフル（クラスメイト）

### ゲーム
- 零 －刺青ノ聲－（久世雨音）

### 吹き替え
- WITHOUT A TRACE/FBI 失踪者を追え!2（ジェシカ・オーウェン）#11
- オールド・ルーキー
- 宮廷女官チャングムの誓い（チャングム（少女時代））
- サイン（ボー（アビゲイル・ブレスリン））※ソフト版
- スタンリー (アニメ)（マルシ）
- チンパンジー・ジェニー（サラ・アーチボルド）
- ドクター・フー（クロエ）
- ホーキーのおくりもの（妹（エマ・ロバーツ））
- マトリックス リローデッド（キャス）
- ムーラン2（シャ・ロン）
- モンスターズ・インク
- ラマだった王様 学校へ行こう!
- ラマになった王様2 クロンクのノリノリ大作戦（チャカ）

### ミュージカル
- 空色勾玉（小司頭）